# Бокій Микола Миколайович
Микола Миколайович Бо́кій (справжнє прізвище Бокій-Бикадоров; нар. ?, Пашенівка — пом. 1933, Моздок) — український живописець і графік; член Асоціації художників революційної Росії з 1926 року та Асоціації художників Червоної України у 1927–1930 роках. Автор ґрунтовного дослідження про художника Опанаса Сластьона.

## Біографія
Народився в селі Пашенівці (тепер Кременчуцький район Полтавської області, Україна). Був нащадком козацько-старшинського роду Остроградських з Миргородського полку. До 1930 року жив у Полтаві. Впродовж 1922–1930 років обіймав посаду директора Полтавської картинної галереї. 1930 року виїхав на Кавказ. Помер у 1933 році у місті Моздоці (тепер Північна Осетія, Росія).

## Творчість
Працював в галузі живопису і графіки. Серед творів:
- «Дорога в селі» (1926);
- «Сонце сіло. Річка Псел» (1926);
- «Дівчина» (1926);
- «Вулиця в селі» (1927);
- «Далечінь» (1928);
- «Розлив Псла поблизу Говтви» (1929).

Автор статті «Збірки художньої галереї музею» у збірці «Полтавський державний музей імені В. Г. Короленка» (Полтава, 1928).
Брав участь у виставках, зокрема у Полтаві з 1926 року, у Харкові з 1927 року. Твори не збереглися